# Nga, Oudomxay
Nga là một huyện (muang, mường) thuộc tỉnh Oudomxay ở tây bắc Lào .